# Беларусь (гостиница, Минск)
«Беларусь» — гостиница в Минске, расположенная на улице Сторожовской.
Проект новой 22-этажной гостиницы высотой в 81 метр был разработан в начале 1970-х годов в государственном проектном институте «Минскпроект». Гостиница должна была располагаться в зелёной зоне, поблизости от Парковой магистрали (ныне Проспект Победителей). Из окон номеров должен был открываться живописный вид на русло реки Свислочь, исторический район Троицкого предместья и на современный тогда архитектурный комплекс Парковой магистрали. Открытие гостиницы предполагалось к Летним Олимпийским играм 1980 года, в которых Минск был одним из пяти городов-участников. Тем не менее стройка затянулась: в частности, к маю 1981 года было готово только 17 этажей. Строительство гостиничного комплекса велось с 1975 по 1987 годы минским строительным трестом № 7. Гостиница получила имя от прежней гостиницы «Белорусь» расположенной на улице Кирова, получившей с 1987 года название «Свислочь» (ныне это «Принцесс-отель»). В 2014 году гостиница «Беларусь» была реконструирована.